# 奪命捉迷藏
《奪命捉迷藏》（日语：リアル鬼ごっこ），日本小說家山田悠介的出道恐怖小說。除了原作以外還有漫畫、電影、電視劇、遊戲等改編作品。

## 故事設定
殺光全國500萬姓「佐藤」的人！
西元3000年某日，國王突然決定進行「要像捉迷藏一樣，捉住全國姓佐藤的人」為期七日的遊戲。全國100萬人作為「鬼」，配備「佐藤探知風鏡」的特殊的風鏡，探索附近姓佐藤的人，進行追捕。被鬼捉住的人，將被帶去王國的絕密收容所殺死。
住在橫濱市內的大學生·佐藤翼，看著父親和朋友在自己眼前被殺，發誓要存活下來。身為田徑選手的翼，為了找出年幼時離散的妹妹，在死的賽道上疾馳。
「奪命捉迷藏」1週期間，翼能從鬼中平安逃脫嗎？

## 書籍資訊
小說
- 『リアル鬼ごっこ』初版 ISBN 4-8355-2579-5
- 『リアル鬼ごっこ』文庫版 ISBN 4-344-40513-7
- 『リアル鬼ごっこ＋』限定版附贈DVD ISBN 4-286-00009-5
- 『リアル鬼ごっこ LIMITED』附贈電影場景寫真和插畫 ISBN 4-286-09375-1
- 『リアル鬼ごっこ』附贈插畫（由wogura負責繪製） ISBN 4-092-30762-4

漫畫
- 『リアル鬼ごっこ』（作畫：杉山敏）Birds Comic・Special版 ISBN 4-344-80383-3
- 『リアル鬼ごっこ』（作畫：杉山敏）Birds Comic・Remix版 ISBN 4-344-81961-6

## 2008年電影版
與原作相比設定上有很大的變更，比如平行世界理論的設定。製作費約1億日圓。

### 主要演員
- 佐藤翼：石田卓也
- 佐藤愛：谷村美月
- 佐藤洋：大東俊介
- 渡邊香織：松本莉緒
- 佐藤輝彦：吹越滿
- 醫生（國王）：柄本明

### 幕後人員
- 導演・編劇：柴田一成
- 動作監督：谷垣健治
- VFX：小田一生
- 音樂：岩代太郎
- 攝影：早坂伸
- 照明：鈴木秀幸
- 錄音：松本昇和
- 美術：大庭勇人
- 特殊造型、特殊化妝：マイケル.T.ヤマグチ
- 主題曲：KOTOKO「奪命捉迷藏」

## 2010年電影版
為2008年電影版的半年後的故事，其中有人物換角，飾演佐藤愛的演員為吉永淳，而飾演佐藤洋的演員為三浦翔平。

### 主要演員
- 佐藤翼：石田卓也
- 佐藤愛：吉永淳
- 佐藤洋：三浦翔平
- 佐藤明：蕨野友也
- 佐藤美沙：渡邊奈緒子
- 鈴木新太郎（將軍）：永島敏行

### 幕後人員
- 導演・編劇：柴田一成
- 動作監督：横山誠
- 音樂：佐東賢一
- 攝影：早坂伸
- 照明：田村文彥
- 美術：黑川通利
- 特殊造型、特殊化妝：小此木謙一郎
- 主題曲：High Speed Boyz「△」

## 2012年電影版
此年度分別於5月12日、5月19日、5月26日接連上映《奪命捉迷藏 3》、《奪命捉迷藏 4》及《奪命捉迷藏 5》，由UNITED CINEMAS製作。

### 主要演員
- スグル：山崎賢人
- オンジ：岸田タツヤ
- リノ：山谷花純
- コダマ：森田直幸
- スグルの父：高川裕也
- マサハル：荒井敦史
- ツカサ：相樂樹
- ユイ：未來穗香
- マユリ：前田希美
- 草野大地：井上正大
- 月野希：仲間里沙
- 浩太：淺利陽介
- 朔也：河合龍之介
- 師父：史朗
- 國王：山本浩貴
- 高野：遠藤雄彌
- ベランダの女：中原翔子
- 老師：戶田昌宏
- いじめっ子：龜田伶央奈
- タエちゃん：立花あんな

### 幕後人員
- 導演、編劇：安里麻里
- 副編劇：瀧田哲郎
- 音樂：堤博明
- 攝影：富田伸二（第三作）、田邊司（第四、五作）
- 主題曲：黑崎真音（第三作）、「I'm still breathing...」（第四作）、「Just believe」（第五作）

## 2015年電影版
2015年7月11日上映，由特林德爾·玲奈、篠田麻里子、真野惠里菜共同擔任女主角，園子溫執導。此版本與之前設定皆不同，為追殺「全國女高中生」為主題。台灣及香港代理商引進時，片名為「屍奔女子高校」。
正式上映後，才發表由齋藤工飾演片中的白髮老爺爺。

### 主要演員
- ミツコ：特林德爾·玲奈
- ケイコ：篠田麻里子
- いずみ：真野惠里菜
- 男子高校生／老爺：斎藤工
- 其他角色：櫻井由紀、高橋メアリージュン、磯山沙也加、平岡亞紀、富手麻妙、秋月三佳、菊池真琴、安田聖愛、緒沢あかり、サイボーグかおり、堀口ひかる、柴田千紘、横田美紀、佐野光来、吉田芽吹、ほのかりん、星名利華、屋敷紘子、三田真央、澤真希、IZUMI、宮原華音、村上穂乃佳、桃奈、日高七海、岩崎風花、佐佐木萌詠、最所美咲、石丸奈菜美、柴田あさみ、坂本亜里紗、麻生真桜、安竜麗、奥田ワレタ[3]

### 幕後人員
- 導演、劇本：園子溫
- 原作：山田悠介《リアル鬼ごっこ》（幻冬舎文庫・文芸社）
- 企畫製作：柴田一成
- 製片人：谷島正之、稻垣龍一郎、大野貴裕
- 主題曲：GLIM SPANKY〈リアル鬼ごっこ〉[4]
- 製作公司：セディック ドゥ
- 製作：「リアル鬼ごっこ」フィルムコミッティ（NBCユニバーサル・エンターテイメントジャパン、高尾、松竹、アスミック・エース）
- 發行：松竹、アスミック・エース

## 電視劇
2013年4月9日，以「奪命捉迷藏 THE ORIGIN」的標題播出。
演員
- 佐藤翼：本鄉奏多
- 佐藤愛：清水富美加
- 佐藤洋：橫濱流星

### 播放日期
| 話數   | 播放日期      | 劇本           |
| ------ | ------------- | -------------- |
| 第1話  | 2013年4月9日  | 宮本武史       |
| 第2話  | 2013年4月16日 | 宮本武史       |
| 第3話  | 2013年4月23日 | 宮本武史       |
| 第4話  | 2013年4月30日 | 宮本武史       |
| 第5話  | 2013年5月7日  | 宮本武史       |
| 第6話  | 2013年5月14日 | 宮本武史       |
| 第7話  | 2013年5月21日 | 宮本武史       |
| 第8話  | 2013年5月28日 | おかざきさとこ |
| 第9話  | 2013年6月4日  | おかざきさとこ |
| 第10話 | 2013年6月11日 | おかざきさとこ |
| 第11話 | 2013年6月18日 | おかざきさとこ |
| 第12話 | 2013年6月25日 | 宮本武史       |

## 外部連結
- 豆瓣电影上《奪命捉迷藏（2008）》的資料 （简体中文）
- 豆瓣电影上《奪命捉迷藏2（2010）》的資料 （简体中文）
- 豆瓣电影上《奪命捉迷藏3（2012）》的資料 （简体中文）
- 豆瓣电影上《奪命捉迷藏4（2012）》的資料 （简体中文）
- 豆瓣电影上《奪命捉迷藏5（2012）》的資料 （简体中文）
- 豆瓣电影上《奪命捉迷藏 THE ORIGIN（2013）》的資料 （简体中文）
- 豆瓣电影上《奪命捉迷藏（2015）》的資料 （简体中文）